# Fuyuko Tachizaki
Fuyuko Tachizaki –en japonés, 鈴木芙由子, Tachizaki Fuyuko– (nacida como Fuyuko Suzuki, Kitaakita, 13 de enero de 1989) es una deportista japonesa que compite en biatlón. Ganó una medalla de bronce en el Campeonato Europeo de Biatlón de 2018, en la prueba de velocidad.

## Palmarés internacional
| Campeonato Europeo | Campeonato Europeo   | Campeonato Europeo | Campeonato Europeo |
| Año                | Lugar                | Medalla            | Prueba             |
| ------------------ | -------------------- | ------------------ | ------------------ |
| 2018               | Val Ridanna (Italia) | Medalla de bronce  | Velocidad          |